# Мачевање на Летњим олимпијским играма
Мачевање је као спорт укључено у програм модерних Олимпијских игара већ на Играма у Атини 1896. године, и од тада је у програму свих Олимијских игара до данас. Женски флорет је своју премијеру имао 1924. године на Олимпијским играма у Паризу.
Постоје три дисциплине у олимпијском програму:
- Флорет — лако оружје којим се погодак остварује искључиво убодом, а погодак важи само за торзо; нису дозвољени дупли убоди.
- Мач — масивно оружје код ког циљана површина покрива читаво тело; дозвољени су дупли убоди.
- Сабља — лако оружје код ког се погодак постиже убодом или сечењем. Валидно циљно подручје покрива готово читаву површину изнад струка (изузев темена и шака); дупли убоди нису дозвољени.

### Мушкарци
| Дисциплина                     | 96 | 00 | 04 | 08 | 12 | 20 | 24 | 28 | 32 | 36 | 48 | 52 | 56 | 60 | 64 | 68 | 72 | 76 | 80 | 84 | 88 | 92 | 96 | 00 | 04 | 08 | 12 | 16 | Одржаних такмичења |
| ------------------------------ | -- | -- | -- | -- | -- | -- | -- | -- | -- | -- | -- | -- | -- | -- | -- | -- | -- | -- | -- | -- | -- | -- | -- | -- | -- | -- | -- | -- | ------------------ |
| Флорет, појединачно            | •  | •  | •  |    | •  | •  | •  | •  | •  | •  | •  | •  | •  | •  | •  | •  | •  | •  | •  | •  | •  | •  | •  | •  | •  | •  | •  | •  | 27                 |
| Флорет, професионалци          | •  | •  |    |    |    |    |    |    |    |    |    |    |    |    |    |    |    |    |    |    |    |    |    |    |    |    |    |    | 2                  |
| Флорет, екипно                 |    |    | •  |    |    | •  | •  | •  | •  | •  | •  | •  | •  | •  | •  | •  | •  | •  | •  | •  | •  | •  | •  | •  | •  |    | •  | •  | 23                 |
| Мач, појединачно               |    | •  | •  | •  | •  | •  | •  | •  | •  | •  | •  | •  | •  | •  | •  | •  | •  | •  | •  | •  | •  | •  | •  | •  | •  | •  | •  | •  | 27                 |
| Мач, професионалци             |    | •  |    |    |    |    |    |    |    |    |    |    |    |    |    |    |    |    |    |    |    |    |    |    |    |    |    |    | 1                  |
| Мач, екипно                    |    |    |    | •  | •  | •  | •  | •  | •  | •  | •  | •  | •  | •  | •  | •  | •  | •  | •  | •  | •  | •  | •  | •  | •  | •  |    | •  | 24                 |
| Сабља, појединачно             | •  | •  | •  | •  | •  | •  | •  | •  | •  | •  | •  | •  | •  | •  | •  | •  | •  | •  | •  | •  | •  | •  | •  | •  | •  | •  | •  | •  | 28                 |
| Сабља, професионалци           |    | •  |    |    |    |    |    |    |    |    |    |    |    |    |    |    |    |    |    |    |    |    |    |    |    |    |    |    | 1                  |
| Сабља, екипно                  |    |    |    | •  | •  | •  | •  | •  | •  | •  | •  | •  | •  | •  | •  | •  | •  | •  | •  | •  | •  | •  | •  | •  | •  | •  | •  |    | 24                 |
| Мач за аматере и професионалце |    | •  |    |    |    |    |    |    |    |    |    |    |    |    |    |    |    |    |    |    |    |    |    |    |    |    |    |    | 1                  |
| Мачевање штапом                |    |    | •  |    |    |    |    |    |    |    |    |    |    |    |    |    |    |    |    |    |    |    |    |    |    |    |    |    | 1                  |
| Укупно дисциплина              | 3  | 7  | 5  | 4  | 5  | 6  | 6  | 6  | 6  | 6  | 6  | 6  | 6  | 6  | 6  | 6  | 6  | 6  | 6  | 6  | 6  | 6  | 6  | 6  | 6  | 5  | 5  | 5  |                    |

### Жене
| Дисциплина          | 96 | 00 | 04 | 08 | 12 | 20 | 24 | 28 | 32 | 36 | 48 | 52 | 56 | 60 | 64 | 68 | 72 | 76 | 80 | 84 | 88 | 92 | 96 | 00 | 04 | 08 | 12 | 16 | Одржаних такмичења |
| ------------------- | -- | -- | -- | -- | -- | -- | -- | -- | -- | -- | -- | -- | -- | -- | -- | -- | -- | -- | -- | -- | -- | -- | -- | -- | -- | -- | -- | -- | ------------------ |
| Флорет, појединачно |    |    |    |    |    |    | •  | •  | •  | •  | •  | •  | •  | •  | •  | •  | •  | •  | •  | •  | •  | •  | •  | •  | •  | •  | •  | •  | 22                 |
| Флорет, екипно      |    |    |    |    |    |    |    |    |    |    |    |    |    | •  | •  | •  | •  | •  | •  | •  | •  | •  | •  | •  |    | •  | •  |    | 13                 |
| Мач, појединачно    |    |    |    |    |    |    |    |    |    |    |    |    |    |    |    |    |    |    |    |    |    |    | •  | •  | •  | •  | •  | •  | 6                  |
| Мач, екипно         |    |    |    |    |    |    |    |    |    |    |    |    |    |    |    |    |    |    |    |    |    |    | •  | •  | •  |    | •  | •  | 5                  |
| Сабља, појединачно  |    |    |    |    |    |    |    |    |    |    |    |    |    |    |    |    |    |    |    |    |    |    |    |    | •  | •  | •  | •  | 4                  |
| Сабља, екипно       |    |    |    |    |    |    |    |    |    |    |    |    |    |    |    |    |    |    |    |    |    |    |    |    |    | •  |    | •  | 2                  |
| Укупно дисциплина   | 0  | 0  | 0  | 0  | 0  | 0  | 1  | 1  | 1  | 1  | 1  | 1  | 1  | 2  | 2  | 2  | 2  | 2  | 2  | 2  | 2  | 2  | 4  | 4  | 4  | 5  | 5  | 5  |                    |

## Српски мачеваоци учесници Олимпијских Игара
Прво учешће наших мачевалаца било је 1928. године на Олимпијским играма у Амстердаму, када је учествовало двоје наших представника, Ђуро Фројнд (флорет) и Фрањо Фрелих (сабља) који су завршили наступ у предтакмичењу. На Олимпијским Играма у Берлину 1936. године учешће је узело девет  наших представника, што је најмасовније учешће наших такмичара на Олимпијским ирама до данас. Југословенски мачевалачки тим чинили су Мирко Коршич, Маргит Кристијан, Владимир Мажуранић, Едуард Марион, Марио Пенгов, Павао Пинтарић, Миливој Радовић, Ивка Тавчар, Бранко Третињак. У првом кругу елиминација такмичење су завршила седморица представника, по тројица у флорету и саблји и двојица у мачу, с тим што је Третињак наступао и у мачу и сабљи.  У екипним наступима у флорету такмичари из Југославије забележили су једну победу против Бразила и два пораза (Мађарска и Француска). Такмичари у категорији сабље екипно су забележили два пораза од Турске и Швајцарске. Маргит Кристијан пласирала се у друго коло, а Ивка Тавчар је испала у првом колу. На Олимпијске игре у Риму 1960. године отпутовало је двоје представника тадашње социјалистичке Федеративне Југославије, Александар Васин такмичио се у сабљи и елиминисан је у другом кругу, а Вера Јефтимијадес наступила је у флорету и елиминисана је у првом кругу.  По једног представника тадашња СР Југославија имала је на Олимпијским играма у Атланти 1996. године и Сиднеју 2000. године. Србија нема освојених медаља у овом спорту.

## Занимљивости
Иако Србија нема мачевалачких медаља са Олимпијских игара, у више наврата људи срског порекла освајали су прва места под другим заставама. Мачевалац светског гласа био је Аустријанац српског порекла, Милан (Миле) Нералић, рођен у Кордуну. Наралић је био главни учитељ мачевања у Аустријској војсци 1901-1908. године. Највећи део живота је провео у Бечу и Берлину. Завршио је школу за војне учитеље мачевања у Бечком Новом Месту (1895—98). На Олимпијским играма 1900. године у такмичењу за учитеље мачевања – професионалце у конкуренцији два легендарна Италијана Контеа и Сантелија и пет Француза од којих су три легенде: Делиб, Ебран и Мицо осваја за Аустрију бронзану медаљу и прву олимпијску медаљу међу мачеваоцима јужнословенског порекла. Освојио је и 6 златних медаља на највећим турнирима света од 1899. до 1914. године. Учествује 1904. године Бечу, у хотелу »Континентал«у борби Нералић-Кирцхофер. Овај догађај је био светски спектакл пошто је леворуки Француз Кирцхофер био светска легенда мачевања. У тој борби је Нералић тесно изгубио, но нанео је први погодак а то се у оно време сматрало посебним успехом и чашћу, без обзира на коначни исход борбе. Умро је у Аустрији, у Бечком Новом месту 17. фебруара 1918. године.
Фебруара 1910. године, основан је Српски олимпијски клуб. У почетку за чланство у њему нису били заинтересовани мачеваоци и бициклисти. Али је овај клуб две године касније, 1912. већ имао веома јаку секцију за »борење-хрвање«. Међутим, иако су мачеваоци у време олимпијских игара у Стокхолму, на којима је било заступљено и мачевање, имали изузетне међународне резултате (и вероватно су тада били најближи у историји нашег спортског мачевања освајању неке од медаља) они нису били заинтересовани за учешће на њима. Да су наши мачеваоци вероватно пропустили јединствену шансу да освоје медаљу на неким од Игара види се и из податка да је на тим истим Олимпијским играма сребрну медаљу, додуше као представник сабљашке екипе Аустро-Угарске, освојио и Словенац Рудолф Цветко.